# Sam Whipple
Sampson E. Whipple (* 25. September 1960 in Venice, Kalifornien; † 3. Juni 2002 in Los Angeles, Kalifornien) war ein US-amerikanischer Schauspieler.
In den 1980er- und 1990er-Jahren wirkte Whipple, meistens in Nebenrollen, an über 50 Film- und Fernsehproduktionen mit. Er spielte von 1998 bis 2000 in insgesamt 30 Folgen der US-amerikanischen Science-Fiction-Serie Seven Days – Das Tor zur Zeit die Rolle des Wissenschaftlers Dr. John Ballard.
Sam Whipple starb im Jahre 2002 an den Folgen einer Krebserkrankung.

## Filmografie (Auswahl)
- 1981: Grad Night
- 1981–1982: Open all Night (Fernsehserie, 13 Folgen)
- 1982: Jekyll und Hyde – Die schärfste Verwandlung aller Zeiten (Jekyll and Hyde … Together Again)
- 1983: Auf und davon (Packin’ It In, Fernsehfilm)
- 1984: Keiner haut wie Don Camillo (Don Camillo)
- 1984: Spinal Tap (This Is Spinal Tap)
- 1984: Familienbande (Family Ties, Fernsehserie, 2 Folgen)
- 1985: Polizeirevier Hill Street (Hill Street Blues, Fernsehserie, Folge 5x23)
- 1985: Das Model und der Schnüffler (Moonlighting, Fernsehserie, Folge 2x07)
- 1986: Blue City
- 1986: Alf (Fernsehserie, Folge 1x11 Fröhliche Ferien)
- 1987: L.A. Law – Staranwälte, Tricks, Prozesse (L.A. Law, Fernsehserie, Folge 2x01)
- 1990: Drei Frauen für Archie (Archie: To Riverdale and Back Again, Fernsehfilm)
- 1990: A Very Retail Christmas (Fernsehfilm)
- 1990–1991: Bagdad Cafe (Fernsehserie, 9 Folgen)
- 1991: The Doors
- 1991: Der beste Spieler weit und breit – Sein höchster Einsatz (The Gambler Returns: The Luck of the Draw, Fernsehfilm)
- 1992: Die Larry Sanders Show (The Larry Sanders Show, Fernsehserie, 5 Folgen)
- 1993: Class of ’96 (Fernsehserie, Folge 1x02)
- 1993: Parker Lewis – Der Coole von der Schule (Parker Lewis Can’t Lose, Fernsehserie, Folge 3x17)
- 1993: Lifepod – Universum des Grauens (Lifepod, Fernsehfilm)
- 1994: Airheads
- 1994: Grace (Grace Under Fire, Fernsehserie, Folge 2x05 Die neue Braut)
- 1995: Hör mal, wer da hämmert (Home Improvement, Fernsehserie, Folge 4x21)
- 1996: Great White Hype – Eine K.O.Mödie (The Great White Hype)
- 1996: The Rock – Fels der Entscheidung (The Rock)
- 1996: Little Surprises (Kurzfilm)
- 1996: Dark Skies – Tödliche Bedrohung (Dark Skies, Fernsehserie, Folge 1x08)
- 1998: New York Cops – NYPD Blue (NYPD Blue, Fernsehserie, Folge 5x12 Wendy und Willie)
- 1998: Seinfeld (Fernsehserie, Folge 9x19 Der Spitzname)
- 1998–2000: Seven Days – Das Tor zur Zeit (Seven Days, Fernsehserie, 30 Folgen)
- 2001: Last Ride
- 2002: Special Unit 2 – Die Monsterjäger (Special Unit 2, Fernsehserie, Folge 2x13)
- 2003: Straighten Up America (Kurzfilm)